# مليكة بن راضي
مليكة بن راضي محامية وناشطة نسوية وأستاذة في القانون الخاص في المغرب.

## مسيرته
حصلت مليكة بن راضي على درجة الدكتوراه في القانون الخاص عام 1981 من جامعة تولوز جان جوريس. وهي حاصلة أيضًا على دبلوم الدراسات المعمقة في العلوم الجنائية. عادت إلى المغرب، للدفاع عن قضايا المرأة، وهي محاضرة وأستاذة القانون في جامعة فاس.
في عام 1993، كانت أستاذة في جامعة محمد الخامس أكدال في العلوم القانونية والاقتصادية والاجتماعية.
هي جزء من مجموعتين بحثيتين، يركز أحدهم على الهجرة، والثاني على النوع الاجتماعي والتنمية.
في عام 2006، تعاونت مع المندوبية السامية للتخطيط ونشرت تقريراً عن وضع المرأة في المغرب.

## المسؤوليات والالتزامات الدولية
مليكة بن راضي رئيسة الجمعية النسائية الأفريقية للبحث والتطوير. وبهذه الصفة، مثلت المغرب في عام 2004 في دورة الأمم المتحدة الثامنة والأربعين حول وضع المرأة في نيويورك
وهي أيضًا مستشارة لمنظمة العمل الدولية في مجال عمالة الأطفال وحقوق المرأة.